# Port lotniczy Bandundu
Port lotniczy Bandundu (IATA: FDU, ICAO: FZBO) – port lotniczy położony w Bandundu, w prowincji Mai-Ndombe, w Demokratycznej Republice Konga.